# ルイス・ビジャミル
ルイス・ビジャミル (Luis Villamill､1955年6月21日 - ) は、スペイン・アストゥリアス州ナヴィア出身の元レーシングドライバー。ヴィラミルと表記させる場合もある。

## 経歴
1982年にアルファスプリント・ヨーロピアンカップに出場し四輪レースデビュー、初年度でランキング8位に入る。二年目の1983年はランキング5位に浮上。1984年はスペインの石油企業・カンプサが若手レーサーを支援するチームに選ばれ、ヨーロッパF3選手権にフル参戦した。しかし同シリーズが同年を最後に休止されたため、1985年はカンプサからイタリアF3選手権に参戦した。
1986年からは主にツーリングカーレースで活躍し、アルファロメオのドライバーとして参戦した。1987年からヨーロッパツーリングカー選手権及び世界ツーリングカー選手権に参戦する。
1988年に母国スペインのツーリングカー選手権にアルファロメオ・75で参戦し、シリーズチャンピオンを獲得した。一次レース活動を休止した時期もあったが、再びスペイン・ツーリングカー選手権に1991年から参戦を再開。1994年には新型のアルファロメオ・155を駈り、ランキング3位となり、翌1995年に2度目のタイトルを獲得した。1996年まで同選手権に参戦したが、スペインツーリングカーは翌年シリーズ消滅。ビジャミルはイタリアに移り、イタリア・プロダクションツーリングカー選手権に参戦すると、ここでもタイトルを獲得した。その後、FIA GT選手権やヨーロッパツーリングカー選手権などに参戦。
母国のバルセロナ24時間レースにも参戦し、2007年は総合3位を獲得。2008年は総合2位を獲得。これを最後に現役を引退した。

## レース成績

### スペインツーリングカー選手権
| 年     | チーム                 | 使用車両            | 1       | 2       | 3       | 4       | 5        | 6       | 7       | 8       | 9       | 10        | 11      | 12      | 13      | 14      | 15      | 16        | 17      | 18      | 19      | 20      | 順位 | ポイント |
| ------ | ---------------------- | ------------------- | ------- | ------- | ------- | ------- | -------- | ------- | ------- | ------- | ------- | --------- | ------- | ------- | ------- | ------- | ------- | --------- | ------- | ------- | ------- | ------- | ---- | -------- |
| 1988年 |                        | アルファロメオ・33  |         |         |         |         |          |         |         |         |         |           |         |         |         |         |         |           |         |         |         |         | 1位  |          |
| 1988年 | アルファロメオ・75     |                     |         |         |         |         |          |         |         |         |         |           |         |         |         |         |         |           |         |         |         |         | 1位  |          |
| 1994年 | アルファコルセ         | アルファロメオ・155 | JAR 1   | ALB 2   | CAL 2   | ALB 5   | CAT 2    | JER 5   | CAT 5   | ALC Ret | JAR 5   | JER 6     |         |         |         |         |         |           |         |         |         |         | 3位  | 106      |
| 1995年 | アルファコルセ         | アルファロメオ・155 | JER 1 4 | JER 2   | JAR 1 3 | JAR 2 1 | BAR 1 12 | BAR 1 7 | EST 1 2 | EST 2 1 | ALB 1 8 | ALB 2     | CAL 1 6 | CAL 2 5 | ALB 1 6 | ALB 2 6 | JER 1   | JER 2     | BAR 1 4 | BAR 2 4 | JAR 1 4 | JAR 2 4 | 1位  | 214      |
| 1996年 | オペルチーム・イベリコ | オペル・ベクトラ    | JAR 1 4 | JAR 2 6 | ALB 1 3 | ALB 2 8 | BAR 1 9  | BAR 2 3 | EST 1 4 | EST 2   | CAL 1 5 | CAL 1 DSQ | JER 1 4 | JER 2 4 | JAR 1 8 | JAR 2 9 | BAR 1 5 | BAR 2 Ret |         |         |         |         | 7位  | 116      |